# 蘇格蘭動物相
苏格兰动物相通常指的是的生活北欧地区古北界的动物。尽管该地區一些體型较大的哺乳动物在信史時期因猎杀而灭绝，但隨着人类的活动也引入了各种野生动物。苏格兰多样化的温带环境裏居住着62种野生哺乳动物，其中包括野生猫科類動物、大量的灰海豹、港海豹以及世界上棲息地最北的宽吻海豚 。

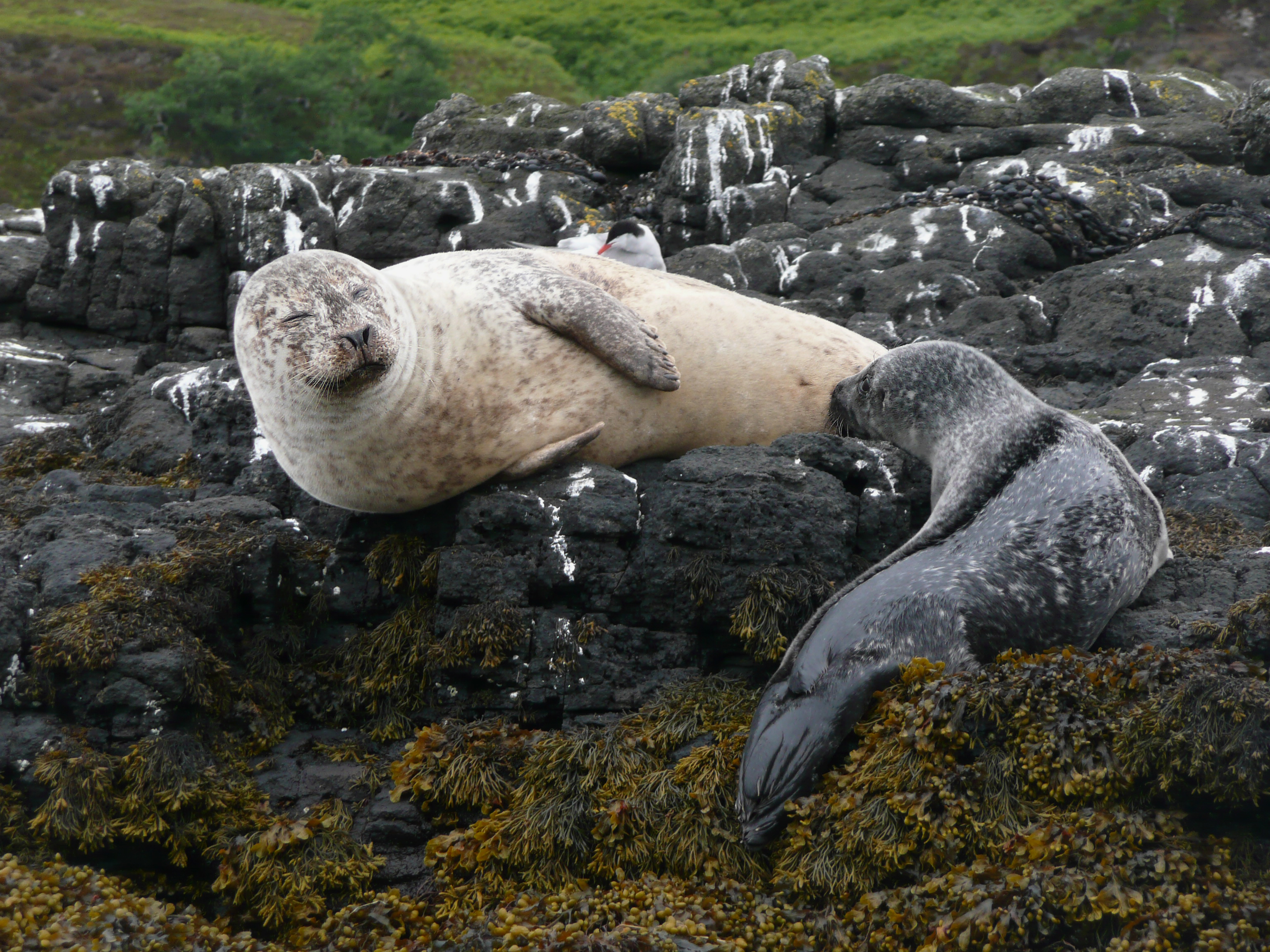
一隻灰海豹在斯凯岛餵小灰海豹

蘇格蘭動物相中生活许多棲息地為沼泽地的鸟类，其中包括黑松鸡和红松鸡。該地區還拥有着北方塘鹅和海鸟的国际重要筑巢地。其中金雕是該地區的代表動物，後來白尾海雕和鹗也在最近重新回到了这片土地。其中是苏格兰交嘴雀是該地唯一的特有脊椎动物 。
苏格兰是世界上海洋生物最豐富的地區之一。据估计，苏格兰的海洋生物总数超过4万种。達爾文山林是1998年发现的深海冷水珊瑚礁的主要棲息地。在内陆，有近400名基因独特的大西洋鲑生活在苏格兰的河流中。在该地區的淡水中发现的42种鱼中，其中一半是自然发现的，而另一半則是透过人类引进的。